# Michele Cervelli
Michele Cervelli (Montemagno di Camaiore, 1791 – Lucca, 15 febbraio 1870) è stato un architetto e ingegnere italiano.

## Biografia

Viareggio, Chiesa di Sant'Andrea

Michele Cervelli nacque nel 1791 a Montemagno di Camaiore (Lucca), figlio di Sebastiano Cervelli.
Dopo aver compiuto gli studi di ingegneria a Lucca entrò a far parte del Dipartimento delle Acque e Strade del Ducato di Lucca già dal 1818.
Sposò Enrichetta Giannardi.
Nel 1831 fu inviato a Milano per studiare approfonditamente le opere di canalizzazione idraulica. In breve tempo assunse la direzione del medesimo Dipartimento e poi di quello delle Pubbliche fabbriche del Ducato.
Per Carlo Lodovico di Borbone realizzò nel 1840 la nuova chiesa di Sant'Andrea a Viareggio e successivamente i nuovi edifici delle Scuderie Ducali di San Romano a Lucca (oggi sede del Museo del fumetto e dell'immagine) completati fra il 1846 ed il 1847.
Michele Cervelli parallelamente agli impegni pubblici assecondò numerose committenze private, diresse numerosi interventi e ristrutturazioni di edifici sacri del territorio lucchese. Fra gli ultimi impegni i lavori di adattamento del Palazzo Guidiccioni a sede per l'Archivio di Stato di Lucca.
Morì a Lucca il 15 febbraio 1870.